# Allium ursinum
L'aglio orsino (Allium ursinum L.) è una pianta bulbosa, erbacea, perenne, appartiene alla famiglia delle Amaryllidaceae.

## Etimologia
La denominazione Allium (il genere) non è facilmente ricostruibile dato l'uso e la coltivazione nota da almeno 3000 anni a.C. Il termine, come lo conosciamo noi, era già in uso presso le popolazioni romane. Si pensa che l'origine sia celtica, dalla loro parola "all" per caldo, acre come si presenta l'aglio appena degustato. Anche i Greci conoscevano questa pianta "bruciante" a causa del suo forte odore e con "allis" si riferivano probabilmente alla spata che copre l'infiorescenza. Il nome della specie ursinum deriva quasi sicuramente dagli orsi che alla fine del letargo si cibano di questa pianta per depurare l'organismo dopo il lungo sonno invernale. In tempi più recenti, prima ancora di Linneo, questo genere era già catalogato fra le Monocotiledoni con circa 250 specie tra cui l'Allium ursinum. In Italia si trovano una trentina di specie diverse del genere Allium, quasi tutte accomunate dall'odore pungente che deriva da un olio essenziale volatile ricco di solfuri.

## Descrizione

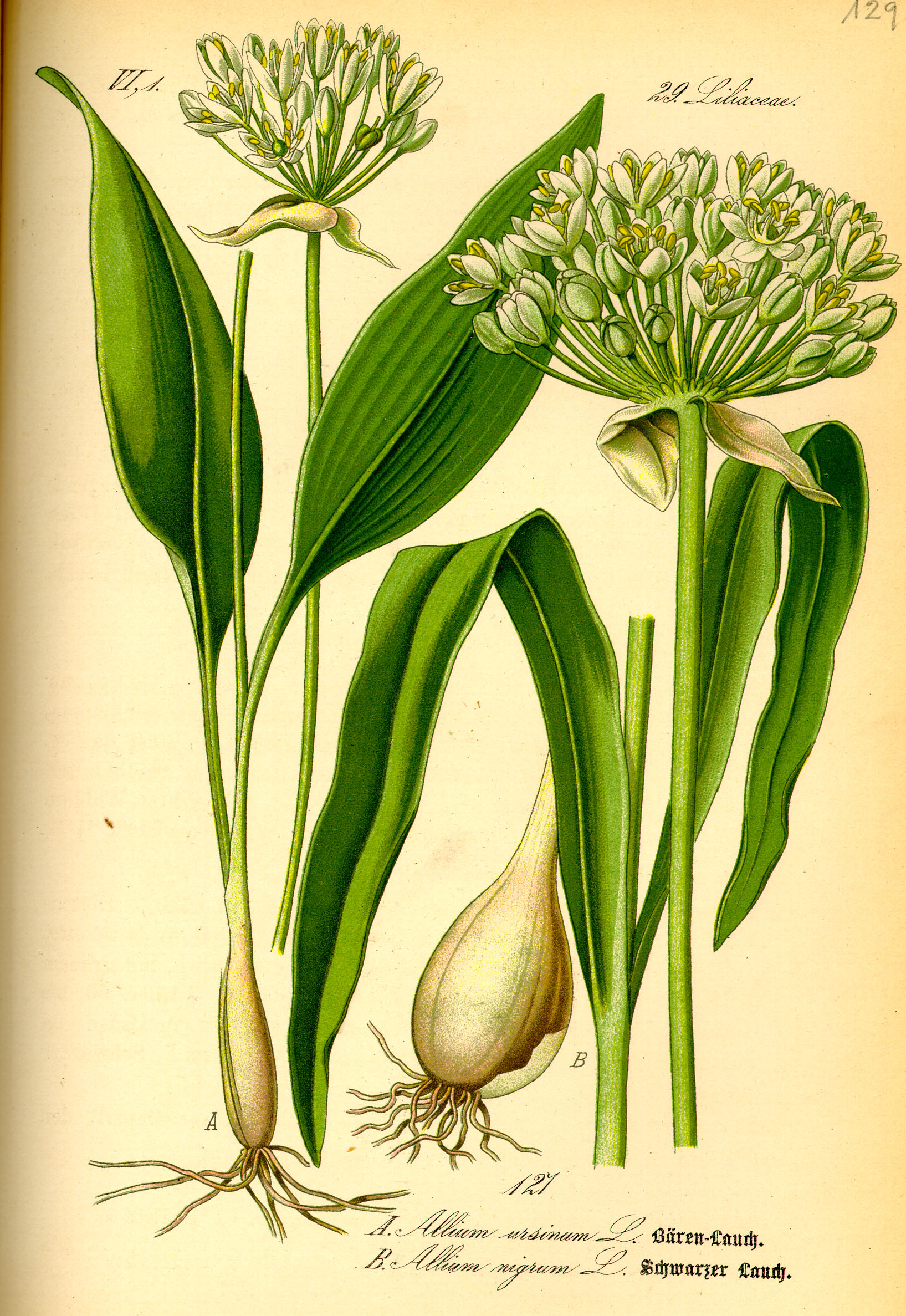
Allium ursinum

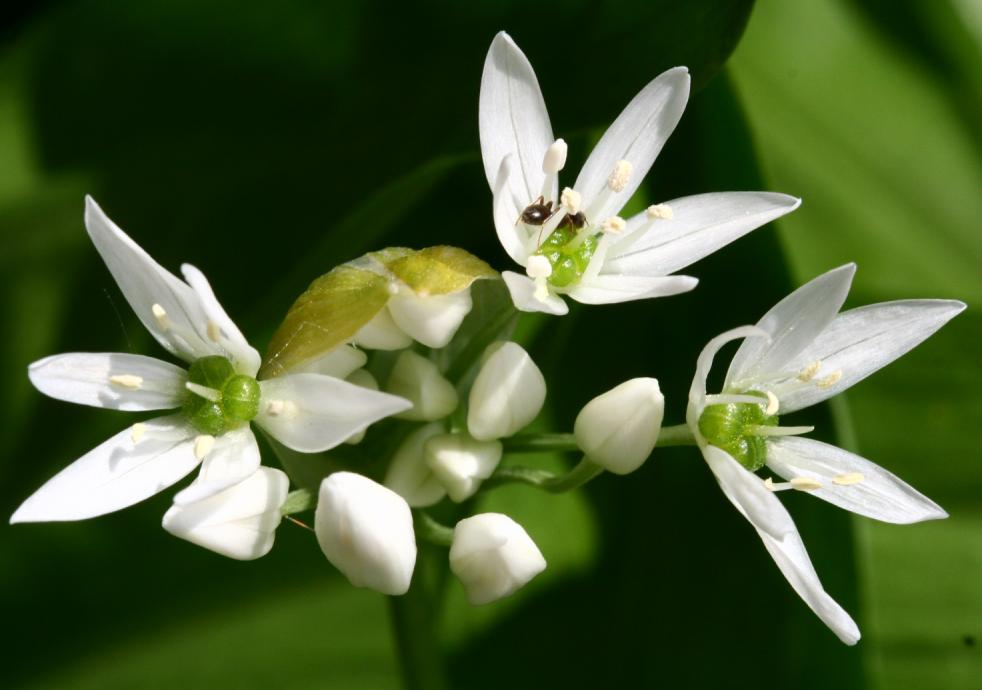
Infiorescenza

La forma biologica appartiene alla geofita bulbosa, piante il cui organo perennante (organo di riserva che vive per più anni) è un bulbo da cui, ogni anno, nascono fiori e foglie.

### Fusto
La pianta è priva di un fusto vero e proprio, sia le foglie sia i fiori partono con un lungo peduncolo, semicilindrico o trigono, direttamente dal bulbo al livello del suolo. Altezza massima 25 – 40 cm.

### Foglie
Le foglie sono tutte basali e poche di numero, generalmente 2, dalla consistenza carnosa. Lunghezza massima 30 cm, larghezza 3 – 6 cm. La forma della foglia è decisamente lanceolata e lungamente picciolata (picciolo alato). Il colore è verde lucente.

### Infiorescenza
L'infiorescenza è un'ombrella con pochi fiori, al massimo una ventina. Questo particolare tipo di infiorescenza viene chiamata anche pauciflora ed è lungamente peduncolata. Larghezza massima 3–8 cm. Prima della fioritura vera e propria un'ampia brattea a due-tre valve avvolge il fiore. Questa spata, così si chiama questa parte dell'infiorescenza, membranosa, quasi cartacea, al momento opportuno cade lasciando in vista il fiore. È una fase tipica della fioritura delle monocotiledoni spadici.

### Fiori
Il perigonio dal peduncolo, molto sviluppato e lungo, presenta 6 tepali lanceolati lunghi circa 10 mm a sviluppo patente e dal colore bianco candido; gli stami sono pure in numero di 6; l'ovario ingrossato è centrale ed è situato nella parte inferiore del pistillo e quindi sopra il perianzio (in questo caso si dice che l'ovario è supero). I fiori sono ermafroditi e l'impollinazione avviene tramite api e altri insetti.
Fioritura: aprile - giugno.

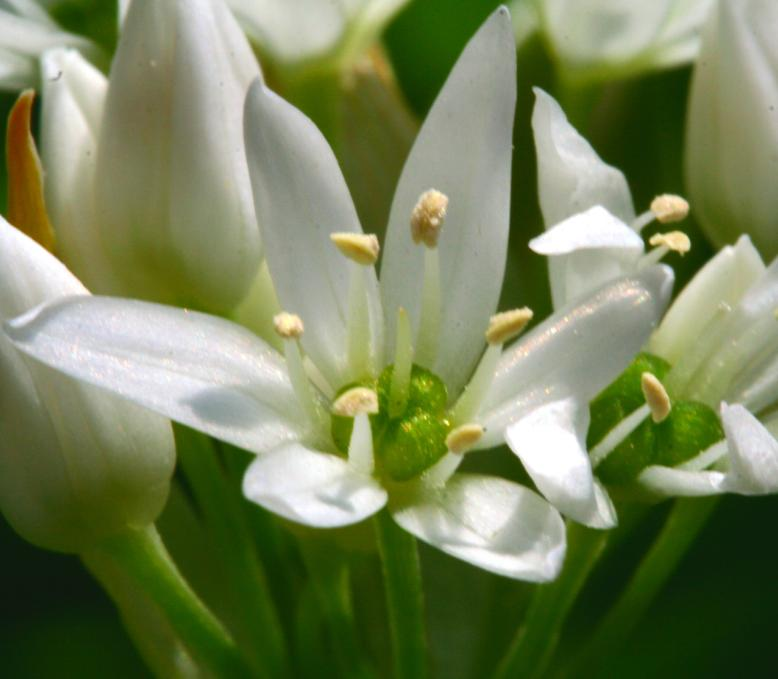
Il fiore
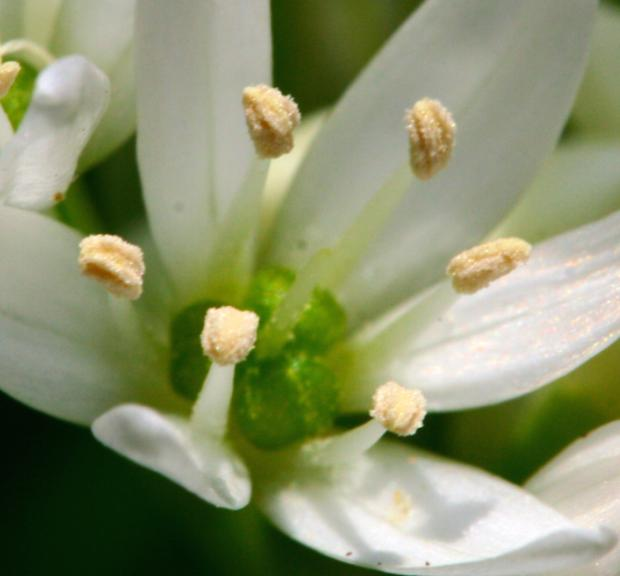
Particolare degli stami
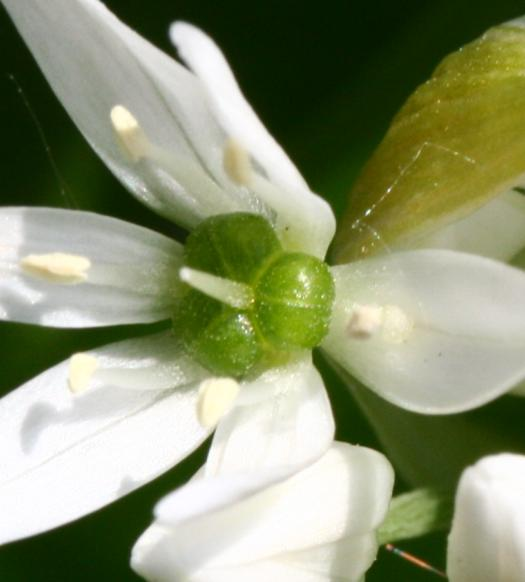
Particolare del pistillo con l'ovario

### Frutti
Il frutto del tipo schizocarpo ha la forma di una capsula composta da tre vani. Al momento opportuno si aprono longitudinalmente lasciando fuoriuscire dei semi quasi rotondi.

### Radici
Il bulbo ha la forma oblunga fascicolata. Il colore è perlopiù biancastro. Dal bulbo spuntano direttamente le foglie e lo scapo floreale.

## Distribuzione e habitat
Questa specie è distribuita in tutta Europa e nell'Asia settentrionale. La si trova in tutto il territorio italiano, dal piano a 1500 m s.l.m.
Un habitat tipico dell'Allium ursinum sono i boschi umidi di latifoglie e non in pieno sole, oppure lungo i ruscelli ombreggiati.

## Tassonomia
Il Sistema Cronquist assegna la famiglia delle Liliaceae all'ordine Liliales mentre la moderna classificazione APG IV colloca il genere nella famiglia delle Amaryllidaceae (sottofamiglia Allioideae) dell'ordine Asparagales.

### Sottospecie
Sandro Pignatti nella "Flora d'Italia" individua 2 sottospecie presenti sul territorio italiano:
- A. ursinum subsp ursinum con peduncoli scabriosi con numerose papille (presente sulle Alpi e Appennini settentrionali)
- A. ursinum subsp. ucrainicum Kleopow et Oxner con peduncoli lisci senza papille (presente in Italia centro-sud).

### Specie simili
- A. sativum L. - aglio comune
- A. cepa L. - cipolla
- A. sphaerocephalon L.  - aglio delle bisce
- A. carinatum L. - aglio delle streghe
- A. lusitanicum Lam. - aglio montano
- A. victorialis L. - aglio serpentino
- A. schoenoprasum L. - erba cipollina
- A. ampeloprasum L. - porraccio
- A. ascalonicum L. - scalogno

## Usi

### Farmacia
Ha proprietà depurative, antisettiche, antiasmatiche, ipotensive, diuretiche, vaso-dilatatrici, febbrifughe. Qualche manuale consiglia di mescolare nell'insalata le parti aeree fresche della pianta come cura depurativa contro eruzioni cutanee. L'industria ricava da questa pianta disinfettanti e repellenti.

### Cucina
Quasi tutte le parti delle piante di questa specie contengono sostanze dall'odore pungente; qualche autore ha ipotizzato che tali sostanze volatili abbiano la funzione di renderle inappettibili ai predatori naturali. Per questo fin dall'antichità sono state utilizzate dall'uomo come verdure aromatiche, come succede per altre specie simili quali la cipolla (A.cepa L.), l'aglio (A. sativum L.), il porro (A. porrum L.) e altre. Anticamente, in certe zone, l'Allium ursinum veniva usato come l'aglio comune da cucina.
Con l'aglio orsino si può preparare una salsa che può sostituire il pesto come condimento.

## Galleria d'immagini

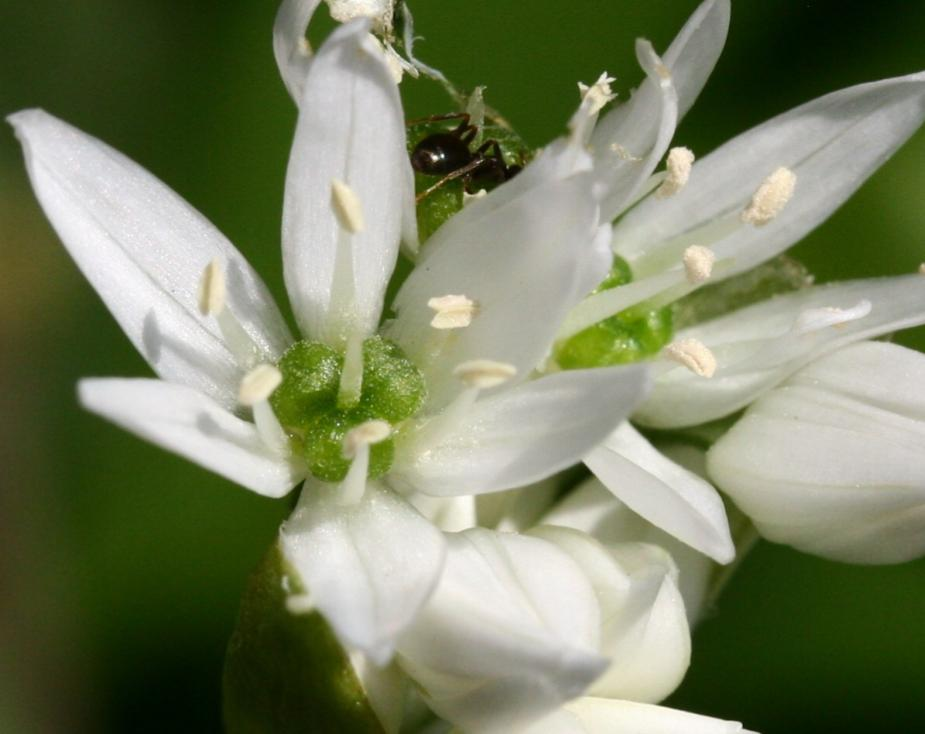
Fiore
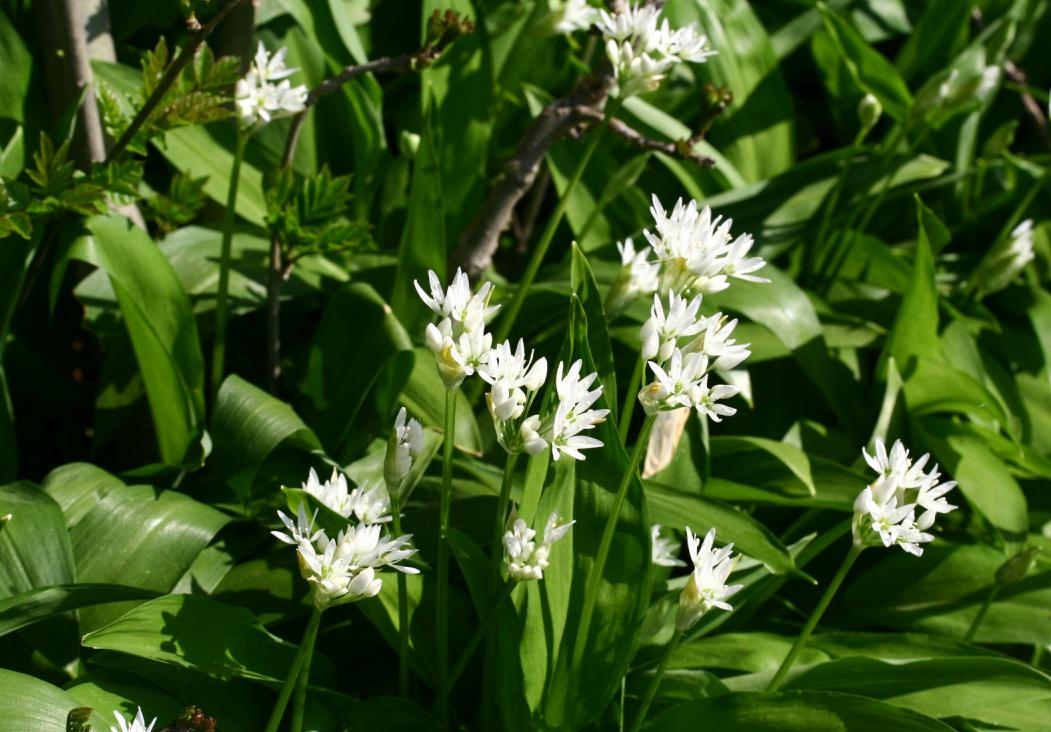
Fiori e foglie
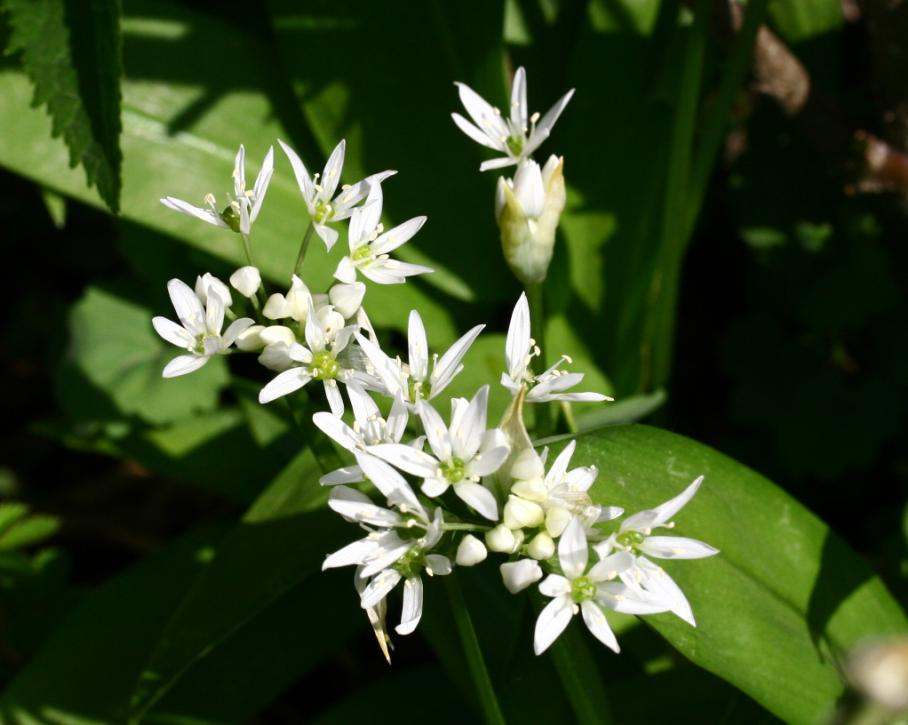
Fiori
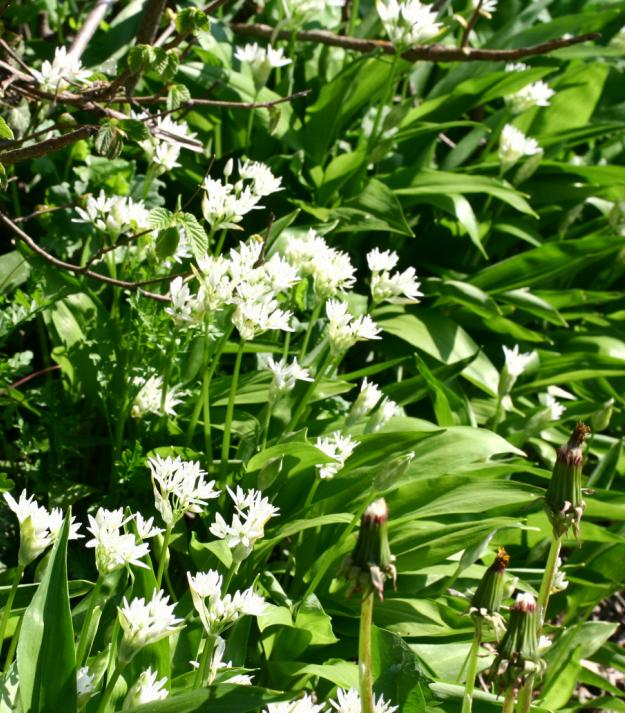
Fiori e foglie
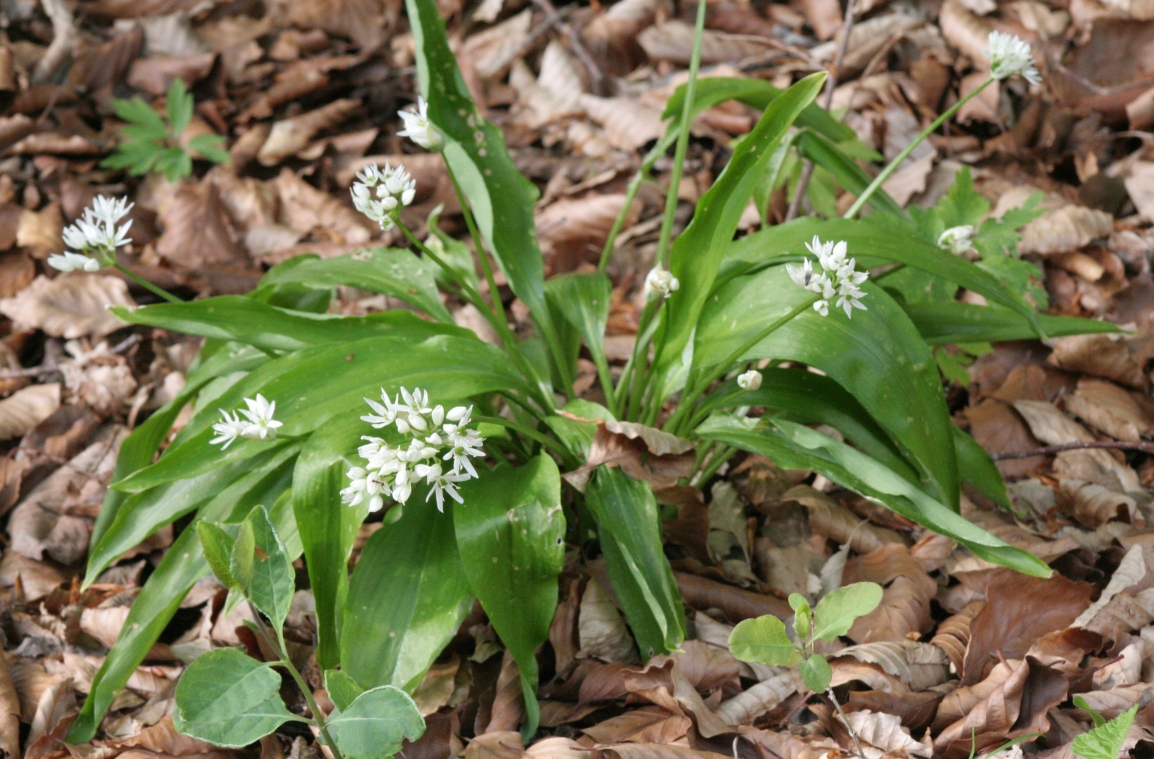
Pianta